# Villiers-le-Sec (Haute-Marne)
Villiers-le-Sec település Franciaországban, Haute-Marne megyében. Lakosainak száma 739 fő (2022. január 1.). Villiers-le-Sec Buxières-lès-Villiers, Chaumont, Euffigneix, Jonchery és Semoutiers-Montsaon községekkel határos.

## Népesség
A település népessége az elmúlt években az alábbi módon változott:
| Lakosok száma | 413  | 517  | 573  | 558  | 716  | 711  | 711  | 714  | 722  | 739  |
|               | 1968 | 1982 | 1990 | 2006 | 2013 | 2015 | 2017 | 2019 | 2020 | 2022 |